# LVEAM
Albums de Le volume était au maximum
Conneries
(2001) Fille de l'espace
(2004)
LVEAM (L'album Blanc) est le deuxième album complet du groupe Le volume était au maximum. L'album est paru en 2002 sur le label du groupe: Paf! Disques. Entre 2002 et 2003, l'album eu droit à trois pressing donc à trois pochettes différentes.

## Liste des morceaux
| No | Titre                             | Durée |
| -- | --------------------------------- | ----- |
| 1. | Je m'en sortirai bien             |       |
| 2. | Fuckers                           |       |
| 3. | Connasse                          |       |
| 4. | Connard                           |       |
| 5. | 25                                |       |
| 6. | Henry VIII                        |       |
| 7. | Niani                             |       |
| 8. | J'espère qu'elle n'en sait rien   |       |
| 9. | Je n'irai plus espionner chez toi |       |

## Personnel
Toutes les chansons ont été jouées, enregistrées et produites par Johnny Love. Il a composé seul toutes les pièces de l'album à l'exception de la pièce Henry VIII qui est un hommage de l'œuvre d'Herman's Hermits.

## Censure
Sur certains sites d'achat de musique en ligne, les chansons connasse, connard et fuckers se retrouvent censurées. À l'exception de cette dernière leurs sonorités peuvent semer la confusion chez les anglophones.